# SN 2001gw
SN 2001gw – supernowa typu Ia odkryta 18 kwietnia 2001 roku w galaktyce A154345+0757. W momencie odkrycia miała maksymalną jasność 22,00m.